# Nacer Bouiche
Pour les articles homonymes, voir Bouiche (homonymie).
Ne doit pas être confondu avec Nasser Bouiche.
Nacer Bouiche (en tamazight : ⵏⴰⵚⵕ ⴱⵡⵉⵛ / Naṣeṛ Bwic) en arabe : ناصر بويش), né le 16 mai 1963 à Alger, est un footballeur international algérien. Il a joué la majorité de sa carrière et a brillé en position d'avant-centre à la JS Kabylie.
Il devient au sein du club de la JS Kabylie l'un des plus prolifiques buteurs de l'histoire du championnat d'Algérie. Il est entré dans l'histoire du football algérien en établissant le record de buts inscrits en une saison de championnat, grâce à 36 buts au cours de la saison 1985-1986 ainsi que 46 buts inscrits au total durant cette saison-là. Avec 137 buts, il est le meilleur buteur de l'histoire de la JS Kabylie.

## Carrière
En 1976, alors qu'il a à peine 13 ans, il est enrôlé par le club algérois du CR Belouizdad, plusieurs recruteurs lui avaient déjà fixé son avenir : marquer des buts.
Nacer Bouiche était un buteur né. Il est donc très rapidement promu en séniors ; en effet, dès 1980, à 17 ans, grâce à un certain Mokhtar Kalem (ex-avant-centre du CR Belouizdad et de l'équipe d'Algérie des années 1960 et 1970. Nacer a été ce qu'on appelle un bourreau des défenseurs et des gardiens de buts.
Sa carrière décolle réellement lorsqu'il réussit à décrocher le titre du meilleur buteur du championnat d'Algérie de football à la JS Kabylie pour la première fois en 1984 par 17 buts, puis en 1986 par un record encore inégalé de nos jours, par 36 buts. Il est considéré comme le meilleur attaquant de l'histoire de la JS Kabylie et l'un des meilleurs dans l'histoire du Championnat d'Algérie. Après son passage à la JS Kabylie, il marquera ses passages successifs dans des clubs européens professionnels tel le Red Star FC, le Paris FC ou encore Ferencváros TC (Hongrie), mais aussi dans des clubs asiatiques tel le Qatar SC où il a évolué avec la légende algérienne Rabah Madjer. Avec l'équipe d'Algérie, qu'il a rejoint dès 1984, il a été un plus offensif, sans pour autant briller (6 buts seulement).
Apprécié pour ses qualités de buteur, il était aussi connu pour son comportement exemplaire sur le terrain et pour ses qualités morales. Désormais, il est président de l'association des gloires du football algérien .

## Statistiques
| Saison                | Club                  | Championnat           | Championnat | Championnat | Coupe(s) nationale(s) | Coupe(s) nationale(s) | Compétition(s) continentale(s) | Compétition(s) continentale(s) | Compétition(s) continentale(s) | Total | Total |
| Saison                | Club                  | Division              | M.          | B.          | M.                    | B.                    | Comp.                          | M.                             | B.                             | M.    | B.    |
| 1981-1982             | CR Belouizdad         | 1                     | -           | 4           | -                     | -                     | -                              | -                              | -                              | 0     | 4     |
| 1982-1983             | CR Belouizdad         | 1                     | -           | 0           | -                     | -                     | -                              | -                              | -                              | 0     | 0     |
| Sous-total            | Sous-total            | Sous-total            | -           | 4           | -                     | -                     | -                              | -                              | -                              | 0     | 4     |
| 1983-1984             | JS Kabylie            | 1                     | -           | 17          | -                     | -                     | -                              | -                              | -                              | 0     | 17    |
| 1984-1985             | JS Kabylie            | 1                     | 24          | 13          | 2                     | 3                     | C1                             | -                              | 0                              | 26    | 16    |
| 1985-1986             | JS Kabylie            | 1                     | -           | 36          | 6                     | 6                     | C1                             | 4                              | 4                              | 10    | 46    |
| 1986-1987             | JS Kabylie            | 1                     | -           | 11          | 2                     | 1                     | -                              | -                              | -                              | 2     | 12    |
| 1987-1988             | JS Kabylie            | 1                     | -           | 12          | 4                     | 1                     | Arabe                          | -                              | -                              | 4     | 13    |
| 1988-1989             | JS Kabylie            | 1                     | -           | 18          | 3                     | 2                     | Arabe                          | 1                              | 1                              | 4     | 21    |
| 1989-1990             | JS Kabylie            | 1                     | -           | 6           | 0                     | 0                     | C1                             | 2                              | 7                              | 2     | 13    |
| Sous-total            | Sous-total            | Sous-total            | -           | 113         |                       | 13                    | -                              | -                              | 11                             | 0     | 137   |
| 1990-1991             | Ferencváros TC        | 1                     | 12          | 4           | -                     | -                     | -                              | -                              | -                              | 12    | 4     |
| 1991-1992             | Red Star FC           | 1                     | 23          | 6           | -                     | -                     | -                              | -                              | -                              | 23    | 6     |
| 1992-1993             | Paris FC              | 1                     | 7           | 0           | -                     | -                     | -                              | -                              | -                              | 7     | 0     |
| 1993-1994             | Ferencváros TC        | 1                     | -           | -           | -                     | -                     | -                              | -                              | -                              | 0     | 0     |
| 1994-1995             | Qatar SC              | 1                     | -           | -           | -                     | -                     | -                              | -                              | -                              | 0     | 0     |
| 1995-1996             | Qatar SC              | 1                     | -           | -           | -                     | -                     | -                              | -                              | -                              | 0     | 0     |
| Total sur la carrière | Total sur la carrière | Total sur la carrière | 42          | 127         | 17                    | 13                    | -                              | -                              | 11                             | 59    | 151   |

## Palmarès
JS Kabylie
- Champion d'Algérie en 1983, 1985, 1986, 1989 et en 1990.
- Vainqueur de la Coupe d'Algérie en 1986.
- Vainqueur de la Coupe d'Afrique des clubs champions en 1990.

Ferencváros TC:
- Vainqueur de la Coupe de Hongrie en 1991[2].

Qatar SC:
- Vainqueur de la Coupe Sheikh Jassem du Qatar en 1995.

### Équipe d'Algérie
- Vainqueur de la Coupe d'Afrique des nations en 1990.
- Vainqueur de la Coupe de l’indépendance d'Indonésie à Jakarta en 1986.

### Distinctions personnelles
- Soulier d'or algérien en 1984 (17 buts) et 1986 (36 buts).
- Record de buts inscrits sur une saison du championnat algérien avec 36 buts lors de la saison 1985-1986.
- Record de buts inscrits sur une saison de football en Algérie avec un total de 46 buts lors de la saison 1985-1986 (36 buts en championnat, 6 buts en Coupe d'Algérie et 4 buts en Coupe d'Afrique des clubs champions).
- Meilleur buteur de la Coupe d'Afrique des clubs champions en 1990 avec 7 buts.
- 5e meilleur buteur de l'histoire du championnat algérien avec 117 buts.
- Meilleur buteur de la JS Kabylie avec 137 buts.
- Meilleur buteur de la JS Kabylie dans le championnat algérien avec 113 buts.
- Meilleur buteur de la JS Kabylie en compétitions africaines avec 11 buts.
- Co-meilleur buteur de la JS Kabylie en Coupe d'Algérie avec 13 buts.